# La Nef des fous (bande dessinée)
Pour les articles homonymes, voir La Nef des fous.
La Nef des fous est une série de bande dessinée de Turf (scénario et dessins).
Le premier projet prévoit une seule histoire en quatre-vingt-dix pages, cependant Delcourt demande à Turf de couper son récit en deux, l'éditeur ne souhaite pas proposer au public un album aussi long, signé de plus par un jeune auteur. Turf retravaille alors son scénario pour aboutir à un récit en sept albums. Un second cycle constitué de nouveaux tomes parait ensuite, portant le total à douze albums dont un hors série.

## Synopsis
Dans le royaume d'Eauxfolles, le Grand Coordinateur ourdit un complot pour prendre le pouvoir à la place de Clément XVII et instaurer le règne du pois rouge supplantant celui de la rayure. Dans le même temps, un trafic de coloquintes est mis au jour par deux représentants des forces de l'ordre.

## Analyse
Série très personnelle à l'univers loufoque, La Nef des fous peut évoquer le Roi et l'oiseau de Paul Grimault ou encore Horologiom de Fabrice Lebeault. On y croise des princes putatifs, des schloumpfs (comme des schtroumpfs, mais maléfiques), des droïdes tireurs d'élite, des monstres des égouts et autres bizarreries réjouissantes, sur un ton souvent humoristique.

## Référence
La Nef des fous est un livre de Sébastien Brandt. Sur un ton très satirique, il dénonce la débauche des hommes, leur folie, la perte des valeurs ecclésiastiques et la décadence du Moyen Âge. On retrouve un ton similaire dans la bande dessinée de Turf.

## Personnages
- Clément XVII : roi d'Eauxfolles
- Chlorenthe : fille du roi, amoureuse du fou
- Arthur : fou du roi
- Ophélie : reine d'Eauxfolles
- Ambroise : Grand Coordinateur, éminence grise de Clément XVII
- Igor XVII : chien royal
- Le sergent Bonvoisin : policier dynamique
- Baltimore : second du Sergent
- Aphros : singe
- Gertrude, Gwendoline et Gwenaëlle : nourrices de Clément XVII, surnommées les trois gourdes
- Childéric le Vilain : dirigeant d'Eauxfolles pendant l'enfance de Clément XVII

## Albums
1. Eauxfolles (1993)
2. Pluvior 627 (1994)
3. Turbulences (1997)
4. Au Turf (2001)[1]
5. Puzzle (2005)
6. Les Chemins Énigmatiques (2007)
7. Terminus (2009)
8. Disparition (2017)
9. Walking dindes (2018)
10. La faille (2020)
11. Coup de théâtre (2021)
12. À peu près preux (2023)
13. À hue et à dia (2024)

- Hors-série : Le Petit roy (1998)[2]

## Publication

### Éditeurs
- Delcourt (Collection Terres de Légendes) : Tomes 1 à 12 et hors-série (première édition des tomes 1 à 12 et hors-série).